# Compsolechia
Compsolechia là một chi bướm đêm thuộc họ Gelechiidae.